# Cabanillas (Cuadros)
Cabanillas es una localidad española, perteneciente al municipio de Cuadros, en la provincia de León y la comarca de Tierra de León, en la Comunidad Autónoma de Castilla y León. 
Situado en la margen izquierda del río Bernesga, y es atravesado por su afluente el arroyo de Cabanillas.
Los terrenos de Cabanillas limitan con los de La Seca de Alba, Cascantes de Alba y La Robla al norte, Fontanos de Torío al noreste, La Flecha de Torío, Garrafe de Torío y Valderilla de Torío al este, Palazuelo de Torío, Riosequino de Torío y Villasinta de Torío al sureste, Carbajal de la Legua, Lorenzana y Campo y Santibáñez al sur, Cuadros y Espinosa de la Ribera al suroeste, Rioseco de Tapia y Valsemana al oeste y Carrocera y Olleros de Alba al noroeste.
Perteneció a la antigua Hermandad de Bernesga de Arriba.